# 島田大祭
島田大祭（しまだたいさい）は、静岡県島田市の大井神社の祭りである。一般には帯まつり（おびまつり）の名で知られる。3年に1度、寅・巳・申・亥の年の10月中旬に開催される。日本三奇祭、天下の三大奇祭、東海の三奇祭とよばれることもある。
神輿渡御に従って続く大名行列、鹿島踊り、屋台が全体として一つの祭事であるが、大名行列の際に大奴が左右に差した日本の太刀に帯を吊るしているさまが特徴的であることから、かつては「帯まつり」という呼称が祭事の総称として使われていた。「島田帯祭の大名行列」は静岡県指定無形民俗文化財に指定されている。2001年（平成13年）の第103回島田大祭の期間中には約80万人が訪れた。高円宮憲仁親王・憲仁親王妃久子夫妻は第103回島田大祭を視察した。

## 伝承と変遷

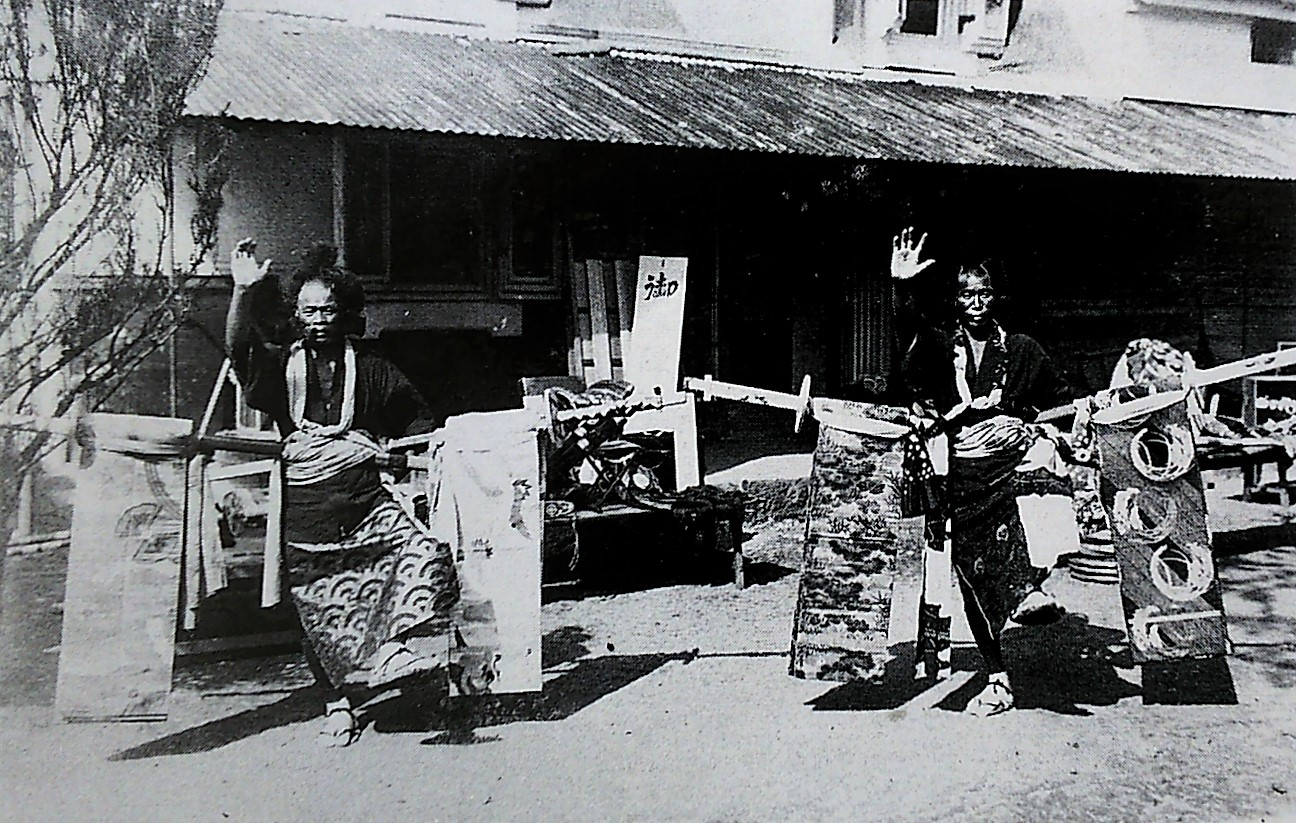
大奴（1929年）

島田大祭は、1695年（元禄8年）陰暦9月に始まったとされ、1992年（平成4年）に第100回の大祭が行われた。祭りの詳細は『志太郡誌』に記述があるものの、時代により変化してきており、原型は明らかになっていない。帯が祭りで奉納されている由来は、他の土地から嫁いできた花嫁が晴れ着姿で大井神社を詣で、その後で町内をめぐるという島田の習慣が、宿の発展にともない多くの戸数をまわるのが困難になり、身代わりとして帯を神社に奉納し、後日町内にその帯を披露する形式に変化したためとされている。
大祭が始まった当初は、山伏姿に仮装した川越人足に先導されて神輿が渡り、その後ろに鹿島踊りが行列になって進んでいたが、その後、寛政年間（1789年～1800年）から殿様行列が加わるようになったといわれている。その後、山伏姿が「奴」に変化して大奴と呼ばれるようになり、殿様行列に組み込まれるようになった。かつては人々が見栄から競って華美な帯を用意していたため「島田に嫁にやると家が傾く」と言われた。現在は、安産祈願を目的として貸衣装店で借りることが一般的となっている。大祭最終日に行われる「神輿渡御行列」で猿田彦命の後ろを進む大鉾には、大祭のはじまりを示すとされる「元禄八乙亥歳九月吉祥日」と染められた旗が掲げられている。

## 神事

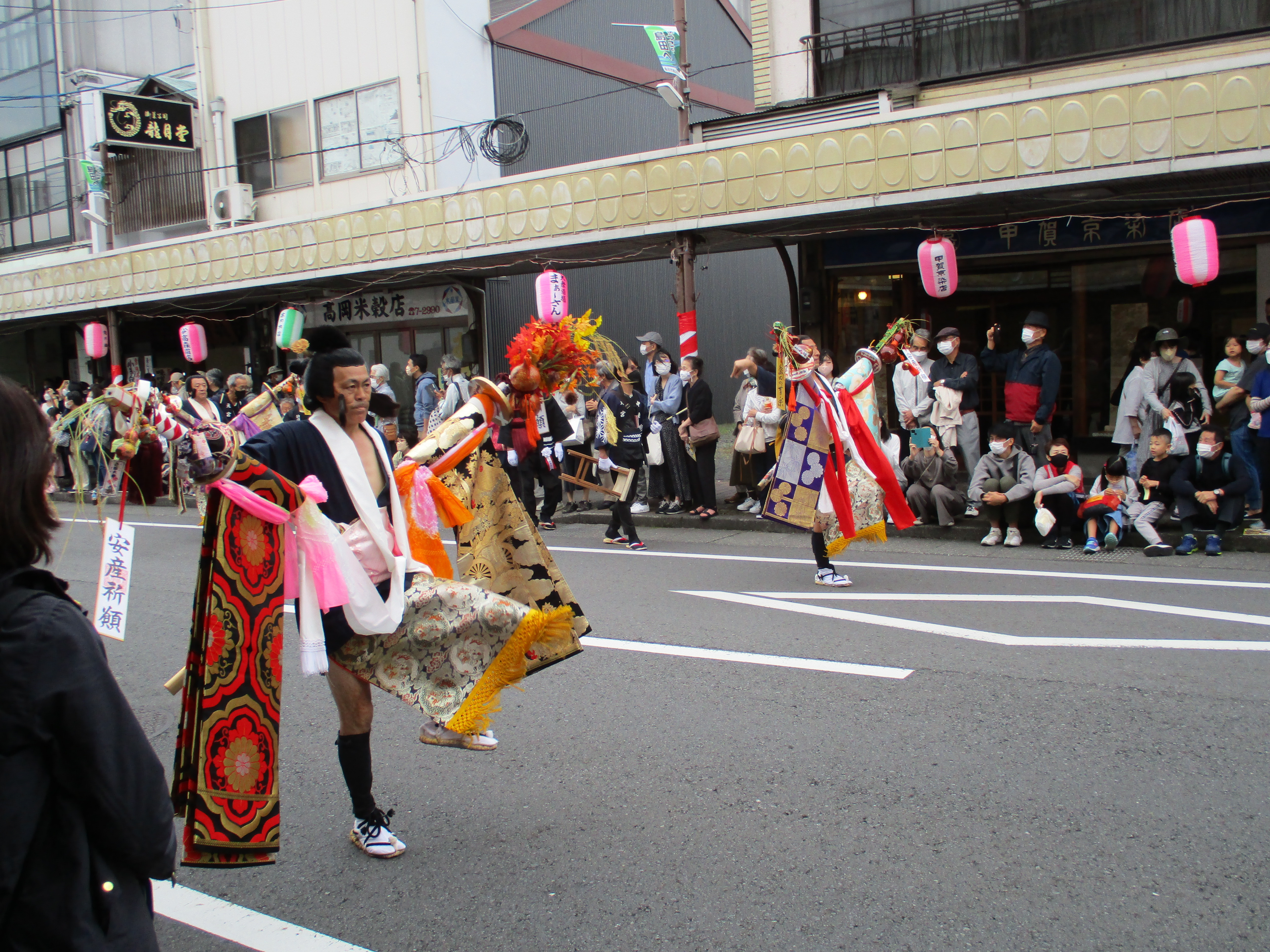
大奴（2022年）

- 大名行列

第七街の担当で編成される。島田宿の代官が大名役を務めていたが、1794年（寛政6年）、代官所が駿府紺屋町に移され島田陣屋となって以降、宿場内の名家・名門の子どもが大名役に据えられたという。お先触を先頭に、大長柄、具足、持筒、御先騎、槍持・片箱、赤・黒鉄砲、お弓、具足、持筒、御先騎、槍持・片箱、大奴と並び、行列の花形は総勢25名の大奴である。
- 神輿渡御（みこしとぎょ）

大名行列の後に、神輿渡御行列が続く。1893年（明治26年）に奉納された神輿は400kgの重さがあり、新田町の氏子により担がれる。
- 島田鹿島踊り

第六街が担当している。白丁、三番叟、お鏡、鼓、ささらの総計40人ほどになる。

## 文化財

### 静岡県無形民俗文化財
- 島田鹿島踊 1957年5月13日指定[20][21]
- 島田帯祭の大名行列 1996年12月12日指定[20][21]